# Ushiku
Ushiku è una città giapponese della prefettura di Ibaraki.

## Luoghi d'interesse
A Ushiku è presente una statua raffigurante Amitabha Buddha, chiamata Grande Buddha di Ushiko, alta ben 110 metri e fornita di una piattaforma di osservazione a 85 metri (accessibile dall'interno). Tale altezza ragguardevole la colloca al terzo posto tra le statue più alte del mondo.